# Fatimeh Pahlavi

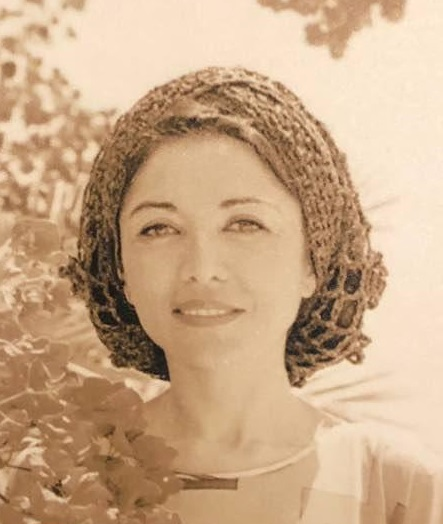
Fatimeh Pahlavi

Fatimeh Pahlavi, född 30 oktober 1928 i Teheran, död 2 juni 1987 i London, var en iransk prinsessa. Hon var dotter till shah Reza Pahlavi och Esmat Dowlatshahi och halvsyster till shah Mohammad Reza Pahlavi.

## Biografi

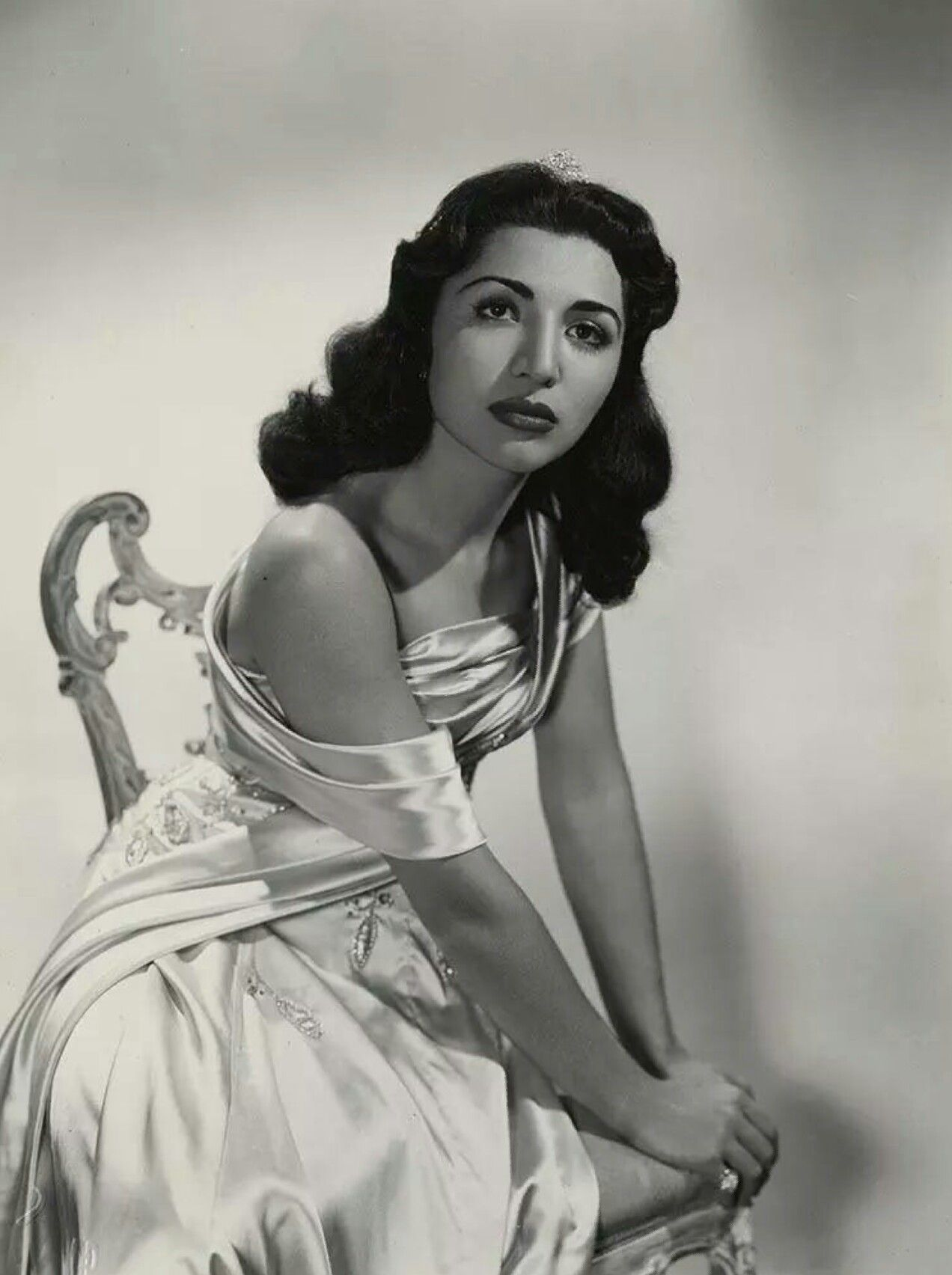
Fatimeh Pahlavi i sin ungdom

Fatimeh Pahlavi var dotter till faderns sista och fjärde hustru. Hon var helsyster till Abdul Reza Pahlavi, Ahmad Reza Pahlavi, Mahmoud Reza Pahlavi och Hamid Reza Pahlavi. Hon växte upp i Teheran och utbildades i den zoroastriska flickskolan Anoushiravan Dadgar. Hennes far avsattes av de allierade under andra världskriget och lämnade landet 1941, men hon stannade kvar. 
Hon gifte sig 1950 med Vincent Lee Hillyer; en gång i Italien, och därefter en andra gång på iranska ambassaden i Paris. Hillyer var god vän till hennes bror Abdul Reza Pahlavi. Äktenskapet möttes med ogillande i Iran och var inte fullt accepterat av hennes bror Mohammad Reza Pahlavi, trots att maken konverterade till islam. Hon skilde sig 1959.
Den 22 november 1959 gifte hon om sig med Mohammad Amir Khatami, överbefälhavare för det iranska flygvapnet. Shahen och hans fästmö Farah Diba deltog på bröllopet tillsammans.
Fatimeh Pahlavi och Mohammad Amir Khatami fick två söner, Kambiz (född 1961) och Ramin (född 1967), och en dotter, Pari (född 1962).
Under sin brors regeringstid hade Fatimeh Pahlavi ansvaret för en del frågor inom högre utbildning i landet. Hon ägde en bowlingklubb och andelar i firmor inblandade i byggnadsprojekt, olja och ingenjörskonst. Hon ägde en förmögenhet på 500 miljoner på kommissioner som hennes andre make tog ut från militärens projekt.
Fatimeh Pahlavi deltog i flera statsbesök tillsammans med shahen eller någon av sina andra syskon, bland annat till Kina 1971.
Hon mottog Stora korset av Förbundsrepubliken Tysklands förtjänstorden den 21 oktober 1965.

### Efter revolutionen 1979
Fatimeh Pahlavi lämnade landet före iranska revolutionen 1979 och bosatte sig i London. 
I november 1984 mottog hon ett brev från USA:s president Ronald Reagan där han bad om ursäkt för att USA hade svikit hennes bror Mohammad Reza Pahlavi under revolutionen.